# Hawks de Monmouth
Les Hawks de Monmouth font référence aux 23 équipes sportives représentant l'Université Monmouth à West Long Branch, dans le New Jersey. Les Hawks sont en compétition dans la division I de la National Collegiate Athletic Association (NCAA) et sont membres de la Coastal Athletic Association (CAA), à laquelle ils adhérerent le 1er juillet 2022. L'équipe de football américain joue au CAA Football (en), une conférence techniquement distincte gérée par la CAA multisports. Le programme de bowling féminin a rejoint la Northeast Conference en 2024.

## Les équipes
Monmouth possède des équipes dans dix sports pour hommes régis par la NCAA et onze pour femmes : 
| Sports masculins - Baseball - Basketball - Cross Country - Football américain - Golf - Lacrosse - Football - Natation - Tennis - Athlétisme* Sports féminins - Basketball - Bowling - Cross Country - Hockey sur gazon - Golf - Lacrosse - Football - Softball - Natation - Tennis - Athlétisme* *Les équipes d'athlétisme comprennent les épreuves indoor et outdoor L'équipe participe à la Football Championship Subdivision (FCS) de la division 1 de la NCAA en tant que membre de la CAA Football, la ligue de football américain techniquement distincte gérée par la Coastal Athletic Association. La première équipe de football de l'école est formée en 1993. L'équipe joue ses matchs à domicile au Kessler Stadium (en), doté de 3 200 places. Ils sont entraînés par Kevin Callahan (en). À ce jour, six anciens des Hawks ont joué dans la National Football League (NFL). Chris Hogan, wide receiver des Panthers de la Caroline, et Neal Sterling (en), des Jets de New York, sont en activité. En plus de la NFL, des anciens de Monmouth ont joué professionnellement pour la Ligue canadienne de football (CFL) et l'Arena Football League (AFL). - (en) Cet article est partiellement ou en totalité issu de l’article de Wikipédia en anglais intitulé « Monmouth Hawks » (voir la liste des auteurs). 1. 2. 3. 4. 5. 6. 7. 8. 9. 10. - Ressources relatives au sport : - National Collegiate Athletic Association - NCAA Statistics - (en) Site officiel |